# Villette, Yvelines
Villette là một xã của Pháp, tọa lạc ở tỉnh Yvelines trong vùng Île-de-France, Pháp.
Người dân ở đây trong tiếng Pháp gọi là Villettois.
Các xã giáp ranh gồm: Boinvilliers về phía tây, Vert về phía bắc, Breuil-Bois-Robert và Arnouville-lès-Mantes về phía đông và Rosay về phía nam.

## Biến động dân số
| 1793 | 1800 | 1806 | 1821 | 1831 | 1836 | 1841 | 1846 | 1851 |
| ---- | ---- | ---- | ---- | ---- | ---- | ---- | ---- | ---- |
| 454  | 438  | 507  | 487  | 505  | 497  | 428  | 417  | 340  |

| 1856 | 1861 | 1866 | 1872 | 1876 | 1881 | 1886 | 1891 | 1896 |
| ---- | ---- | ---- | ---- | ---- | ---- | ---- | ---- | ---- |
| 312  | 333  | 316  | 317  | 288  | 230  | 230  | 247  | 225  |

| 1901 | 1906 | 1911 | 1921 | 1926 | 1931 | 1936 | 1946 | 1954 |
| ---- | ---- | ---- | ---- | ---- | ---- | ---- | ---- | ---- |
| 219  | 225  | 209  | 212  | 219  | 198  | 213  | 228  | 236  |

| 1962                                         | 1968 | 1975 | 1982 | 1990 | 1999 | - | - | - |
| -------------------------------------------- | ---- | ---- | ---- | ---- | ---- | - | - | - |
| 223                                          | 234  | 295  | 300  | 439  | 470  | - | - | - |
| Số liệu kể từ 1962 : dân số không tính trùng |      |      |      |      |      |   |   |   |